# Kladivoun bronzový
Kladivoun bronzový (Sphyrna lewini) představuje druh mořského žraloka z čeledi kladivounovití (Sphyrnidae). Vyskytuje se v pobřežních mírných teplých a tropických mořích po celém světě, žije v oblastech šelfových moří a přilehlých hlubokých vodách. Často se přibližuje i k pobřeží a může vplouvat i do zátok nebo ústí řek.

## Popis
Kladivoun bronzový na délku dosahuje maximální velikosti 370 až 420 cm. Pohlavní dospělosti je u samic dosaženo při velikosti asi 200 až 250 cm, u samců při asi 140 až 198 cm celkové délky. Nejvyšší zaznamenaná hmotnost kladivouna bronzového činila 152,4 kg. Navzdory velikosti je tělo štíhle stavěno, s velkou první hřbetní ploutví a malou druhou hřbetní ploutví a břišními ploutvemi. Hlava má tvar kladiva, podobně jako u jiných zástupců čeledi, s výrazným prohloubením v jejím středu a dalšími menšími prohlubněmi po stranách, které dávají hlavě vroubkovaný vzhled. Horní polovina těla je zbarvena odstíny hnědošedé, bronzové až olivové, na spodní straně těla zbarvení přechází do světlejších odstínů, od světle žluté až po bílou.

## Ekologie a chování
Kladivoun bronzový je živorodým druhem a vejce se po dobu 9 až 12 měsíců se vyvíjejí v těle matky. Mláďata přicházejí na svět na jaře a v létě a dosahují velikosti asi 31 až 57 cm. Samice rodí 12 až 41 mláďat v jednom vrhu. První dva roky života žijí v pobřežních vodách. Dospělci se zdržují spíše na otevřeném moři, kde mohou tvořit skupiny segregované podle pohlaví. Během letních měsíců mohou kladivouni vytvářet velké migrující skupiny. Kladivoun bronzový se může dožít věku až 35 let, především mláďata se však stávají oběťmi mnohých predátorů včetně jedinců vlastního druhu. Potravu dospělých jedinců tvoří především různé druhy ryb, hlavonožců a korýšů, stejně jako menší druhy žraloků a rejnoků.

## Ohrožení
Kladivoun bronzový představuje celosvětový cílový i vedlejší úlovek komerčního rybolovu. Je ceněn pro své ploutve a kůži, ale také pro maso, olej a vyrábí se z něj i rybí moučka. Vyhledáván je také ze strany sportovních rybářů. Tendence vytvářet početné migrující skupiny vede k výlovu velkého množství jedinců v krátkém čase a zranitelná jsou také mláďata žijící při pobřeží. Mezinárodní svaz ochrany přírody k roku 2019 uvádí prudký pokles populací kladivounů ve všech oceánech, pravděpodobně o více než 80 % během tří generací, a druh hodnotí jako kriticky ohrožený. Předchozí vyhodnocení z roku 2009 považovalo kladivouna bronzového za ohrožený taxon. Lokální zlepšení v návaznosti na ochranná řízení lze pozorovat v severozápadním Atlantiku a Mexickém zálivu, avšak globální ochrana není příliš rozvinuta. Od roku 2013 patří kladivoun bronzový do druhé přílohy úmluvy CITES, což má zajistit, aby vyvážené části žraloků pocházely z legálního a udržitelného rybolovu.